# 阿拉伯音乐

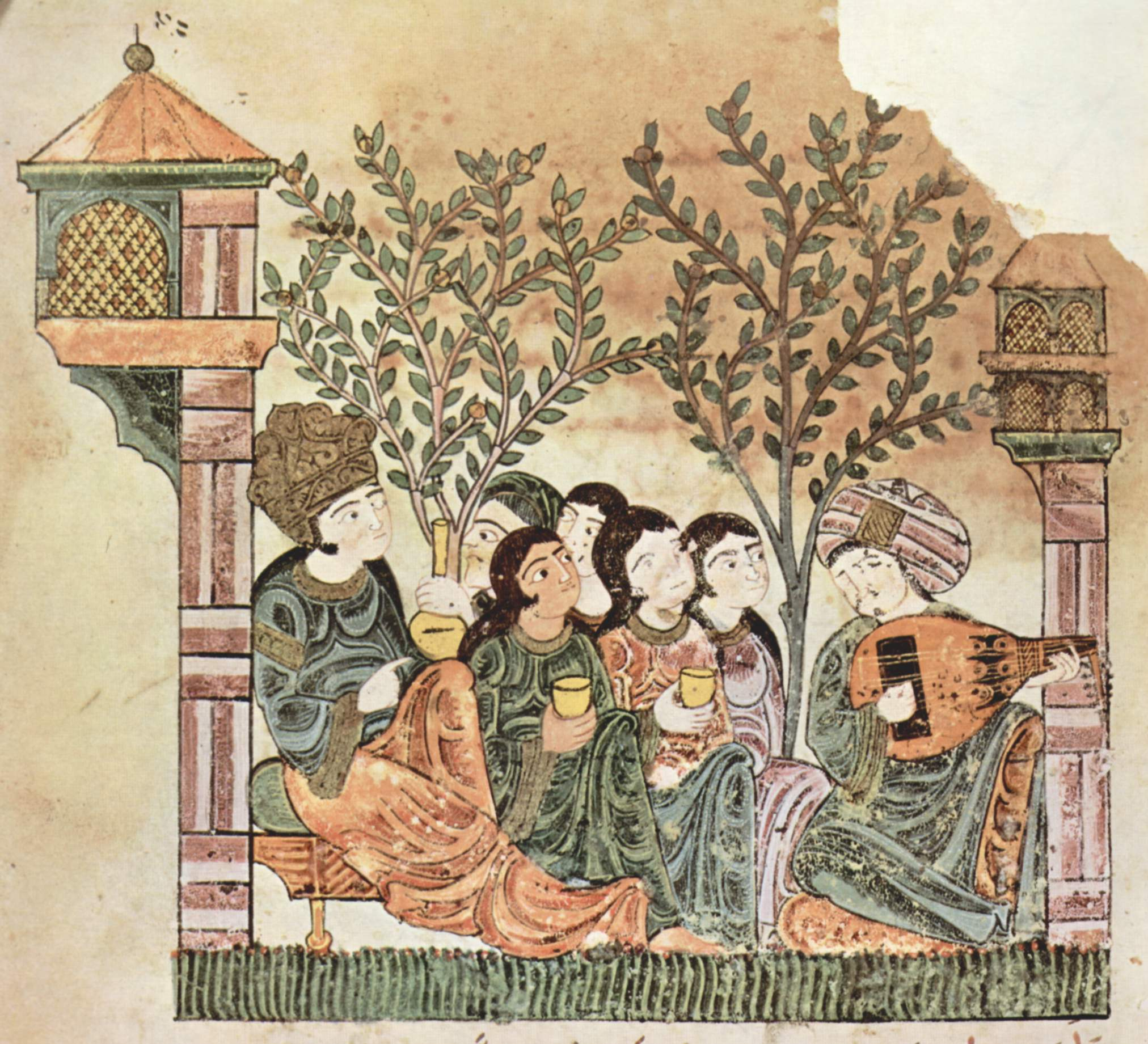
弹拨乌德的古代图画

阿拉伯音乐有悠久的历史，阿拉伯人學習并掌握和發展了古典希臘音樂理論，对东西方的音乐都有很大的影响，8世纪时法拉比的著作《音乐全书》被西方认为是欧洲文艺复兴的奠基石。
阿拉伯的音乐理论比较独特，并不是用十二平均律，从古代开始经历了九律、十七律、二十四律的变化，音律上有1/4的音，调式有“中立三度”，即音程比大三度小，但比小三度大；有“中立六律”，还有大约为150音分的3/4音。“马卡姆”是阿拉伯音乐中的调式音阶的基础，但又有各种程式的旋律和节奏。
阿拉伯乐器包括五弦弹拨乐器“烏德琴”，类似扬琴的“卡农琴”，拉弦乐“熱布普”，斜吹的竖笛“納伊笛”，雙簧吹管“薩鲁納伊”，打击乐“納格拉鼓”、“達布卡鼓”、“達甫”手鼓和金属的小钹“契魯”等。
阿拉伯音樂和伊斯兰教的联系比较密切，中国的信仰伊斯兰教民族的音乐，尤其是新疆各民族的音乐受阿拉伯音乐的影响更大。近代以来，随着瓦哈比派和原教旨主義的兴起，音乐、舞蹈等文化娱乐活动在某些伊斯兰国家成为禁忌，即使是阿拉伯音乐亦不例外。